# Головной педикулёз
Головной педикулёз (лат. Pediculosis capitis) — энтомоз из группы сифункулятозов, характеризующийся поражением волосистой части головы, бровей, бороды, усов и проявляется сильным зудом в месте укусов вшей.

## Этиология и эпидемиология

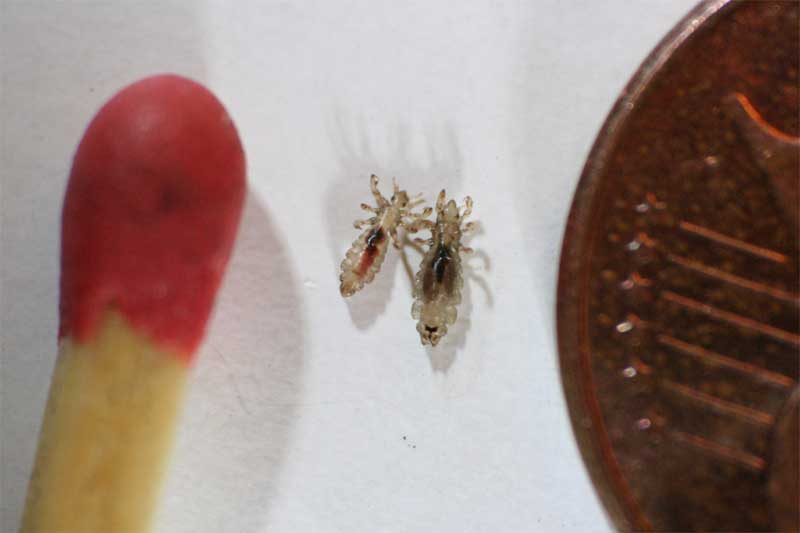
Pediculus Humanus Capitis

Возбудитель — Головная вошь Pediculus Humanus Capitis (сем. Pediculidae, отр. Phthiraptera) — облигатный эктопаразит, гематофаг. Самец 2—3 мм, самка до 4 мм. Самки живут около 30—38 дней, откладывая около 140 яиц (около 4-х яиц ежедневно), самцы живут около 15 дней. Яйца (длиной около 0,5 мм) — гниды — самки приклеивают к основанию волоса. Через 8,5 дней (от 5 до 9 дней) после кладки яиц из гниды появляется личинка, на 15—17-й день развития самка способна откладывать яйца. Время удвоения численности половозрелых особей этих вшей составляет примерно 6,24 дня — при начальной инфестации в 2—4 имаго и соотношении полов 1:1, средняя плотность поражения через 1 месяц достигает одной вши на 1 кв. см поверхности тела.
P. Capitis 2—3 раза в день (до 6—12 раз) питаются кровью с помощью хоботка. Самка всасывает однократно до 0,7 мг крови. Без крови вши могут прожить несколько дней (от 1 дня при температуре около 35 °C, и свыше 7 дней при температуре 10—20 °C). Оптимальная температура для развития паразита — 28 °C, при температуре ниже 12 °C откладывание яиц прекращается, развитие личинок приостанавливается.
Головной педикулёз — широко распространённая инфекция: например, в США ежегодно регистрируют 6—12 млн случаев головного педикулеза. Заражение происходит при непосредственных контактах, реже — через головные уборы, расчёски, ленточки для волос и т. д. Чаще болеют девочки-школьницы с длинными волосами.

## Клиническая картина

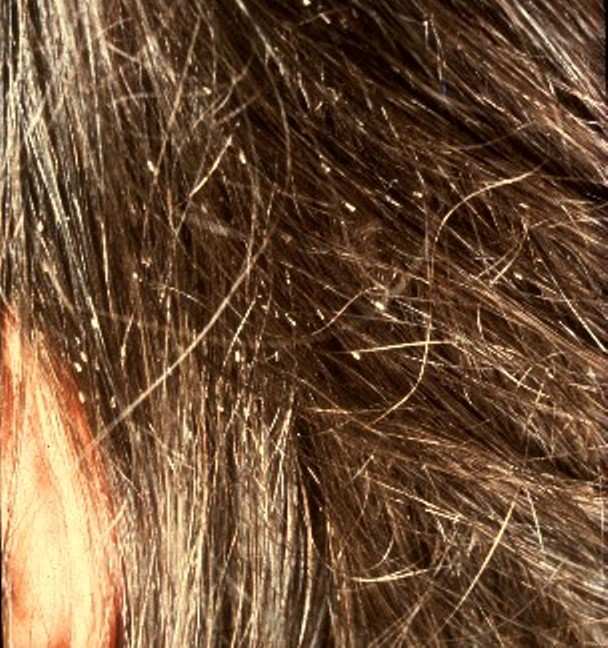
Волосы, заражённые вшами

Характерный признак заболевания — сильный зуд. Образуются расчёсы, корки, везикулы, мокнутие. Расчёсы и царапины могут привести к присоединению вторичной инфекции, приводящей к экземе, импетиго и пиодермии. Возможен отёк местных (шейных, затылочных и заушных) лимфатических узлов и лихорадка.
Следы укусов локализуются на висках, около ушей, на затылке.
Дети, заболевшие данным паразитозом, становятся беспокойны, неусидчивы, невнимательны в школе. Они чувствуют психологический дискомфорт.
В запущенных случаях обильное серозно-гнойное отделяемое, секреторные выделения и яйца склеивают и спутывают волосы, образуя колтун (Trichom) — склеенная экссудатом масса спутанных волос, вшей, гнид, корок. Появляется неприятный запах от головы, при этом вши переходят к массовому отложению яиц.

## Лечение

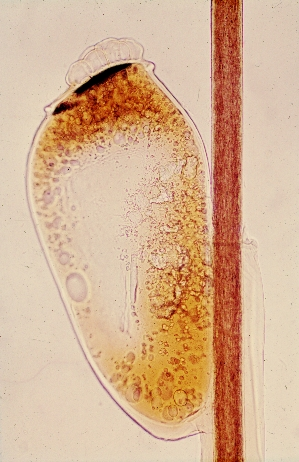
Гнида, прикреплённая к волосу.

Диагноз ставят на основании обнаружения вшей или гнид.
Для лечения многократно обрабатывают кожу волосистой части головы препаратами, обладающими овицидной и педикулоцидной активностью: серортутной мазью, 20 % водно-мыльной суспензии бензилбензоата, 5 % борной мазью и др. Другие препараты для наружного применения: перметрин, ивермектин, спиносад.
При осложнении импетиго после удаления вшей и гнид назначают 2—5 % белую ртутную мазь.
Детям до пяти лет, беременным и кормящим женщинам, людям страдающим аллергиями и заболеваниями дыхательных путей рекомендуется механический способ лечения — с использованием специального металлического частого гребня.
Прогноз благоприятный.